# ジャン＝ポール・ルーヴ

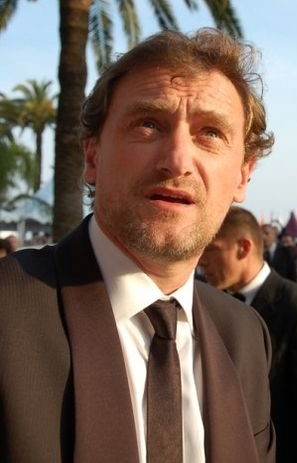
ジャン＝ポール・ルーヴ

ジャン＝ポール・ルーヴ（Jean-Paul Rouve, 1967年1月26日 - ）は、フランスの俳優、映画監督。

## 略歴
1967年フランス、ダンケルク生まれ。
1993年、テレビシリーズ『女警部ジュリー・レスコー』のレヴェイユ役で俳優デビュー。これで名声を得、シーズン合間には幾つかのシリーズにエピソード出演。
1997年からコメディ劇団「Les Robins des Bois」(ロビン・フッドの意)で活動をはじめ、国内巡演などで多忙となる。1998年には団員総勢で『シリアル・ラヴァー』に出演し、映画進出。この後、レヴェイユ役から別れを告げることにする。
以来、映画界で目覚しい活躍を始め、セザール賞も『バティニョールおじさん』（2002）で有望若手男優賞受賞し、ミッシェル・ポルナレフのそっくりさんクスクス役を演じた『スターは俺だ!』で助演男優賞にノミネート。その後も『ロング・エンゲージメント』（2004）、『エディット・ピアフ〜愛の讃歌〜』（2007）などに出演する。
2008年には『Sans arme, ni haine, ni violence』に監督デビューし、『Quand je serai petit』（2012）、『愛しき人生のつくりかた』（2014）を発表している。

## フィルモグラフィー

### 主な映画出演
- シリアル・ラヴァー Serial Lover (1998年、ジェイムズ・ユット監督、エドワール役)
- カーニバル Karnaval （1998年、トマ・ヴァンサン監督、ピーヌ役）フランス映画祭上映
- プセの冒険 真紅の魔法靴 Le Petit Poucet（2001年、オリヴィエ・ダアン監督、女王の騎士役）
- タンギー Tanguy （2001年、エチエンヌ・シャティリエーズ監督、ブリュノ役）フランス映画祭上映
- ミッション・クレオパトラ Astérix et Obélix : Mission Cléopâtre（2001年、アラン・シャバ監督、アンチヴィルス役）
- バティニョールおじさん Monsieur Batignole（2002年、ジェラール・ジュニョ監督、ピエール・ジャン役）
- 僕のアイドル Mon idole （2002年、ギヨーム・カネ監督、パトリック役）フランス映画祭上映
- ぼくセザール 10歳半 1m39cm Moi César, 10 ans ½, 1m39（2002年、リシャール・ベリ監督、 体育教師役）
- 誰がパメラ・ローズを殺したのか Mais qui a tué Pamela Rose ? （2002年、エリック・ラルティゴ監督、シェリフ・ダグ・マーリー役）
- RRRrrrr!!! (2003年、アラン・シャバ監督、 ブロンド男ピエール役）
- スターは俺だ！ Podium （2003年、ヤン・モア監督、クスクス、ミッシェル・ポルナレフのそっくりさん）フランス映画祭上映
- ロング・エンゲージメント Un long dimanche de fiançailles（2004年、ジャン＝ピエール・ジュネ監督、郵便配達人役）
- Je préfère qu'on reste amis... (2004年、エリック・トレダノ＆オリヴィエ・ナカシュ監督、クロード・マンデルボーム役）
- 私たちの幸せな日々 Nos jours heureux （2006年、トレダノ＆ナカシュ監督、ヴァンサン・ルソー役） TV5MONDE放映
- L'Île aux trésors （2006年、アラン・ベルブリアン監督、医師役
- エディット・ピアフ～愛の讃歌～ le Môme（2006年、オリヴィエ・ダアン監督、ルイ・ガシオン、ピアフの父役）
- 娘と狼 La Jeune Fille et les Loups (2008年、ジル・ルグラン監督、エミール・ガルサン役) フランス映画祭上映
- Sans arme, ni haine, ni violence（2008年、監督作、アルベール・スパジャリ役）
- アデル/ファラオと復活の秘薬 Les Aventures extraordinaires d'Adèle Blanc-Sec （2010年、 リュック・ベッソン監督、ジュスタン・ド・サン・ユベール役）
- ロー・コスト 〜LCCの逆襲〜 Low Cost (2011年、モリース・バルテレミー監督、ダゴベール役)
- Les Tuche （2011年、オリヴィエ・バルー監督、 Jeff Tuche役）
- 正当防衛 Légitime Défense (2011年、ピエール・ラカン監督、ブノワ役) TV5MONDE放映
- Quand je serai petit （2012年、監督作、マチアス役）
- ターニング・タイド 希望の海 En solitaire （2013年、クリストフ・オッフェンスタン監督、ドニ・ジュエル、すし屋の食べ逃げ男 役）
- 愛しき人生のつくりかた Les Souvenirs（2014年、監督作、ホテルの主人役）
- 行列 La Queue (2014年、ヤシン・セルサール監督、短編) TV5MONDE無字幕放映
- ダリダ〜あまい囁き〜 Dalida （2016年、リサ・アズエロス（フランス語版）監督、ルシアン・モリス（フランス語版）役）
- セラヴィ! Le Sens de la fête （2017年、エリック・トレダノ（フランス語版）とオリヴィエ・ナカシュ（フランス語版）監督、ギイ役）
- 同意 Le Consentement (2023年、ヴァネッサ・フィロ（フランス語版）監督、ガブリエル・マツネフ役)

### 監督作品
- Sans arme, ni haine, ni violence (2008)
- Quand je serai petit (2012)
- 愛しき人生のつくりかた Les Souvenirs (2014)